# Kessleria alternans
Kessleria alternans es una especie de polilla del género Kessleria, familia Yponomeutidae.
Fue descrita científicamente por Staudinger en 1870.